# Liparis frenatus
Liparis frenatus är en fiskart som först beskrevs av Gilbert och Burke 1912.  Liparis frenatus ingår i släktet Liparis och familjen Liparidae. Inga underarter finns listade i Catalogue of Life.